# The Jesus and Mary Chain
The Jesus and Mary Chain, (Español: La Cadena de Jesus y María) es una banda escocesa del Rock alternativo marcada durante el oscuro periodo post-punk y basada en las composiciones de los hermanos Jim y William Reid. Procedentes de East Kilbride, en el sur del país, publicaron una constante cadena de álbumes, sencillos y EP desde su formación en 1984 hasta 1999. Después de un paréntesis, vuelven a la carga en 2007. En la actualidad siguen dando conciertos por toda Europa, con notable éxito de público.

## Historia

### Los primeros años
The Jesus and Mary Chain originalmente revolucionó sobre la paridad en la escritura de canciones por los dos miembros principales. Para completar la visión de la banda, los hermanos Reid reclutaron al bajista Douglas Hart y al baterista Murray Dalglish. La banda grabó su sencillo de debut "Upside down" en 1984, el cual fue publicado por Creation Records en octubre del mismo año. Dalglish fue reemplazado poco después por Bobby Gillespie (quién seguiría como cabeza de Primal Scream); y William Reid afirmaría posteriormente que en la grabación del primer sencillo había tocado la batería él mismo debido a la "problemas de habilidad" que tenía Dalglish. Aunque el sencillo recibió un aclamo universal por parte de la crítica británica, y la banda fue lanzada por el New Musical Express, fueron sus primeros shows los que hicieron que la gente les prestase atención.

### 1985-1990
Los primeros conciertos de The Jesus and Mary Chain se han convertido en legendarios en los círculos independientes. Tocando ante pequeñas audiencias, el grupo se ganó su notoriedad tocando conciertos muy cortos, algunos no duraban más de 10 minutos y que consistían en una muralla constante de distorsión y ecos, también tocaban de espaldas al público y se negaban a hablarles. Muchos conciertos culminaban con los Reid destrozando su equipo, que normalmente seguía con el alboroto del público. Todo esto deslumbró al gerente y jefe de Creation Records Alan McGee, quién encontró muy fácil conseguir a la banda. Simplemente se aseguraría de que la prensa musical estuviera mientras estos hechos ocurrían, lo cual aseguraba cobertura gratuita en los periódicos musicales.
La violencia que seguía a cada acción culminaba por la banda en un concierto es ahora una parte del folclore indie. El 15 de marzo de 1985, The Jesus and Mary Chain tocaron un concierto en la Politécnica del norte de Londres en frente a una de sus mayores asistencias hasta la fecha. La banda telonera, Meat Whiplash, había calentado la violencia antes que la banda pusiera un pie en el escenario tirando a la audiencia una botella que les habían lanzado previamente. En ese momento el grupo comenzó su corto set, la gente que estaba ya preparada para la violencia, y a causa de su tamaño (el lugar había vendido entradas de más), los disturbios fueron mucho mayores y más salvajes que cualquier otro concierto previo de la banda. Los fanes destrozaron el lugar y el equipo de la banda, habiendo cuatro heridos en el hospital. Una estimación de los daños fue de 8000 libras esterlinas. La prensa musical estaba presente y por tanto el evento se denominó el "Disturbio The Jesus and Mary Chain".
En 1985 la banda firmó un contrato con el sello Blanco y Negro donde publicaron los sencillos “Never Understand” y “You Trip Me Up” seguido casi inmediatamente de su álbum debut Psychocandy. El álbum fusiona las dos influencias principales de los hermanos Reid, las guitarras de los Stooges y la Velvet Underground, y el Pop de los Beach Boys y Phil Spector por otra. Durante la grabación el grupo usó drogas como las anfetaminas y el LSD, lo que influyó en el sonido. El álbum recibió casi unánimemente críticas positivas, y se considera actualmente un hito del noise pop y precursor del shoegazing.
El grupo no pudo mantenerse al margen de los problemas, fueron expulsados de las oficinas de Blanco y Negro después de una pelea y en Alemania los hermanos Reid fueron arrestados por posesión de anfetaminas. Estos hechos dieron lugar a que la prensa británica los comparase a menudo con los Sex Pistols. Al igual que ocurriera con el Anarchy Tour de los Sex Pistols, durante la gira de 1985 también se cancelaron conciertos de Jesus and Mary Chain en algunas ciudades inglesas como Plymouth, Birmingham y Sheffield, mientras que en Glasgow el concierto fue interrumpido debido a las blasfemias pronunciadas en el escenario.
Tras Psychocandy el grupo grabó y publicó el sencillo “Some Candy Talking” cuya letra se interpretó erróneamente como una invitación al consumo de heroína y fue prohibida por las emisoras de radio británicas. Sin embargo Jim Reid lo desmintió en una entrevista en 2005: "Some Candy Talking no tiene nada que ver con las drogas, la verdad. Era sólo una declaración hecha por un DJ de radio, lo que ha sido prohibido por las principales estaciones de radio en el Reino Unido."
Después de "Some Candy Talking", Bobby Gillespie dejó la banda para concentrarse en Primal Scream. El segundo álbum del grupo, Darklands, fue publicado en septiembre de 1987. Con este disco el grupo reduce el uso del feedback, centrándose más en las canciones en sí. El álbum fue grabado en la práctica por los hermanos Reid, el batería fue reemplazado por una caja de ritmos. Incluso este álbum recibió críticas positivas de la mayoría de revistas de musicales inglesas. La gira de 1987 se llevó a cabo sin batería, con pistas de batería pregrabadas. Las actuaciones no tuvieron mucho éxito, lo que hizo tomar a los dos la decisión de volver a la formación tradicional. Durante los siguientes años se suceden los cambios de bajista y batería en la banda.
La mala reputación del grupo en sus conciertos reapareció de nuevo en Toronto en noviembre de 1987, donde Jim Reid golpeó a dos espectadores con el eje del micrófono. Reid fue arrestado y pasó una noche en la cárcel. Más tarde fue absuelto, tras haber accedido a donar £ 500 a la caridad.
El tercer álbum, Automatic se publicó en septiembre de 1989, con una presencia masiva de sintetizadores y teclados, no recibió las críticas favorables de los dos anteriores trabajos. El álbum contiene el sencillo "Head On". En 1990 la banda lanza el EP Rollercoaster.

### 1990-1999
En 1992 la banda lanzó el sencillo Reverence con el que regresa a su sonido original. La canción fue prohibida en la radio estadounidense por considerar la letra potencialmente ofensiva (I wanna die just like JFK, I wanna die in the USA... I wanna die just like Jesus Christ, I wanna die on a bed of spikes, "Quiero morir como JFK, quiero morir en los EE.UU. ... Quiero morir como Jesucristo, quiero morir en una cama de espinas"). El sencillo fue seguido por el álbum Dead Honey (1992), con un sonido más bailable. Después de la gira en apoyo del álbum el grupo vuelve al estudio para grabar su quinto álbum, el acústico Stoned & Dethroned, publicado en 1994, pero que resulta decepcionante.
Tras la publicación del recopilatorio Hate Rock n’Roll en 1995, el grupo deja Blanco y Negro para firmar con la discográfica independiente americana Sub Pop. Con este sello publican su siguiente álbum Munki en 1998, un álbum en el que ya se nota cierta división entre los hermanos Reid, algo premonitorio de lo que ocurriría el año siguiente.
A pesar de la separación oficial se produjo en octubre de 1999, el año anterior había señales de que las relaciones dentro del grupo no eran buenas. El 12 de septiembre de 1998 William tuvo una discusión en el autobús de la gira con el guitarrista Ben Lurie antes de la actuación en Los Ángeles House of Blues. Jim Reid apareció aparentemente borracho e incapaz de pararse o cantar. William abandonó el escenario después de 15 minutos y la actuación terminó. El grupo terminó las fechas de la gira en los Estados Unidos y Japón sin William, y desde este punto, estaba claro que el grupo ya no existía.

### Regreso

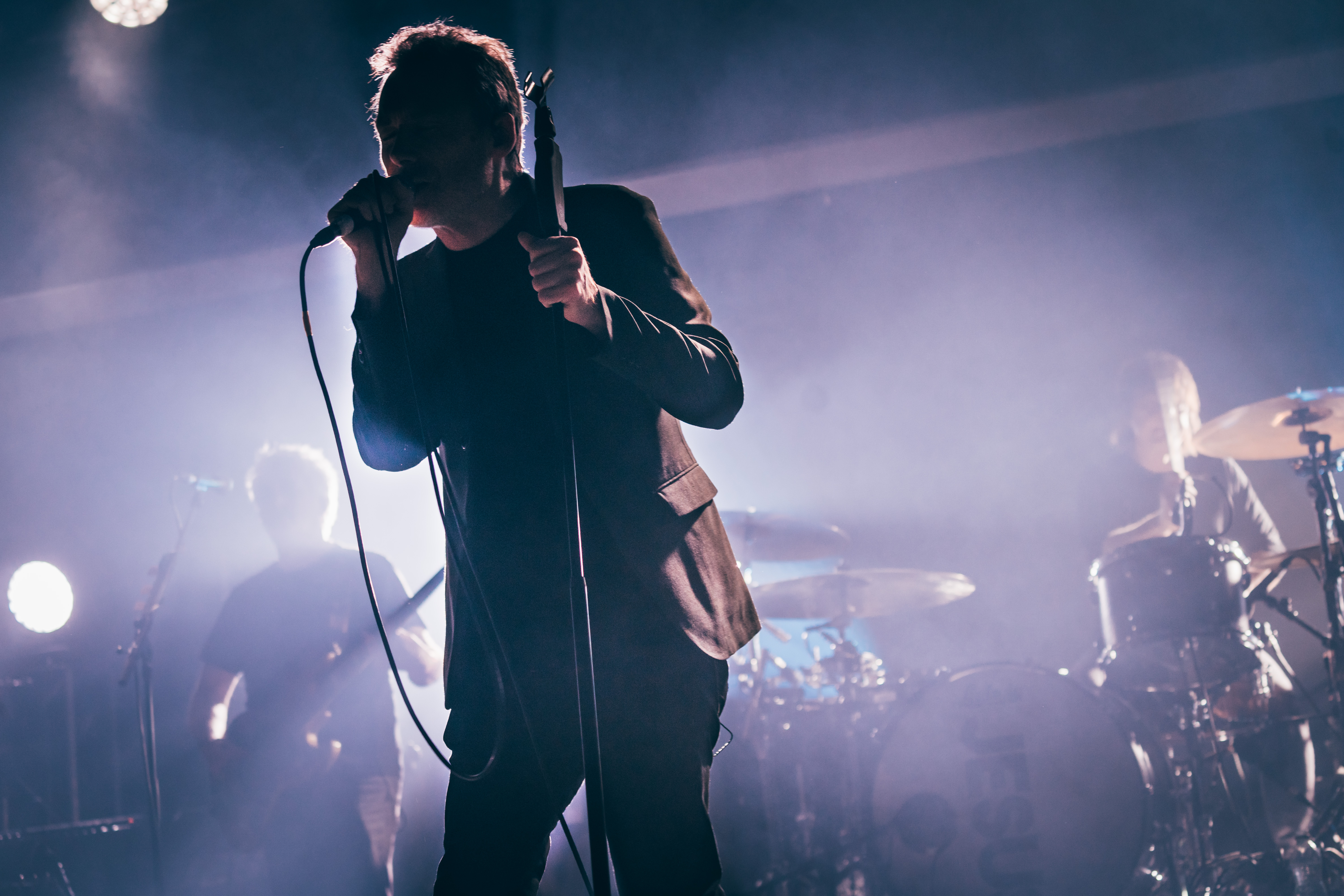
El grupo en el Rockaway Beach Music Festival (2020)

Inmediatamente después de la separación, William Reid comenzó su carrera en solitario bajo el nombre de Lazycame, mientras que Jim Reid fundó Freeheat, aunque ninguno de ellos tuvo un gran éxito. En 2003 la banda tuvo un nuevo momento de la fama debido a que su canción "Just Like Honey" fue incluida en la banda sonora de la película Lost in Translation de Sofia Coppola. El 11 de julio de 2006 cinco discos fueron reeditados por Rhino Records: Psychocandy, Darklands, Automatic, Honey's Dead y Stoned & Dethroned. Cada álbum fue lanzado con un DVD que contiene tres clips de vídeo de canciones contenidas en el álbum en sí.
En 2007 el grupo se reunió, y el 27 de abril se presentó en el festival de Coachella. Junto a ellos en el escenario la actriz Scarlett Johansson. El 21 de mayo, interpretaron el tema "All Things Must Pass" en The Late Show with David Letterman. También aparecieron en España en los festivales de Boadilla del Monte (13 de julio) y el Parc del Fòrum (14 de julio). El 5 de julio, estuvieron en el Bock Super Rock Festival Súper en Lisboa.
Además de varias otras apariciones en festivales como el Festival de Música Conectar Inveraray, Argyll, en Escocia, el Electric Picnic en Irlanda, el Rock en Seine Festival de Música de París, y en el M'Era Luna Festival en Alemania, el grupo también tocó el 7 de septiembre en el Carling Academy Brixton.
En declaraciones a la revista Uncut, Jim Reid, anunció que el grupo está trabajando en las temas para un nuevo álbum.
El álbum, Damage and Joy, fue lanzado el 24 de marzo de 2017.

## Discografía

### Álbumes de estudio
- Psychocandy (1985)
- Darklands (1987)
- Automatic (1989)
- Honey's Dead (1992)
- Stoned & Dethroned (1994)
- Munki (1998)
- Damage and Joy (2017)
- Glasgow Eyes (2024)

### EP
- The Peel Sessions (1985-86) EP (Inside Me / The Living End / Just Like Honey / All / Happy Place / In The Rain). Strange Fruit (septiembre de 1991)
- Sound of Speed EP (Snakedriver / Something I Can't Have / White Record Release Blues / Little Red Rooster). Blanco y Negro (junio de 1993) - UK #30
- Hate Rock 'N' Roll EP  (I Hate Rock 'N' Roll / Bleed Me / 33 1-3 / Lost Star). Blanco y Negro (junio de 1995) - UK #61

### Sencillos
- "Upside Down / Vegetable Man". Creation (octubre de 1984)
- "Never Understand / Suck". Blanco y Negro (febrero de 1985) - UK #47
- "You Trip Me Up / Just Out Of Reach". Blanco y Negro (abril de 1985) - UK #55
- "Just Like Honey / Head". Blanco y Negro (octubre de 1985) - UK #45
- "Some Candy Talking / Psycho Candy / Hit". Blanco y Negro (mayo de 1986) - UK #13
- "April Skies / Kill Surf City". Blanco y Negro (abril de 1987) - UK #8
- "Happy When It Rains / Everything Is Alright When You're Down". Blanco y Negro (junio de 1987) - UK #25
- "Darklands / Rider / On The Wall (demo)". Blanco y Negro (noviembre de 1987) - UK #33
- "Sidewalking / Taste Of Cindy". Blanco y Negro (abril de 1988) - UK #30
- "Kill Surf City / Surfin' USA (summer mix)". Reprise (noviembre de 1988)
- "Blues From a Gun / Shimmer". Blanco y Negro (septiembre de 1989) - MOD #1; UK #32
- "Head On / In The Black". Blanco y Negro (diciembre de 1989) - UK #57
- "Head On / Penetration". Reprise (marzo de 1990) - MOD #2
- "Rollercoaster / Silver Blade". Blanco y Negro (agosto de 1990) - UK #46
- "Reverence / Heat". Blanco y Negro (febrero de 1992) - UK #10
- "Far Gone And Out / Why'd Do You Want Me". Blanco y Negro (abril de 1992) - MOD #3; UK #23
- "Almost Gold / Teenage Lust (acoustic)". Blanco y Negro (octubre de 1992) - MOD #13; UK #41
- "Sometimes Always / Perfect Crime". Blanco y Negro (julio de 1994) - UK #22
- "Sometimes Always / Drop". American (octubre de 1994) - POP #96, MOD #4
- "Come On / I'm In With The Out-Crowd". Blanco y Negro (noviembre de 1994) - UK #52
- "Cracking Up / Rocket". Creation (marzo de 1998) - UK #35
- "I Love Rock And Roll / Easylife, Easylove". Creation (mayo de 1998) - UK #38

POP: Billboard Hot 100 Singles Chart; MOD: Billboard Modern Rock Tracks Chart; UK: UK Singles Chart